# 腾龙洞

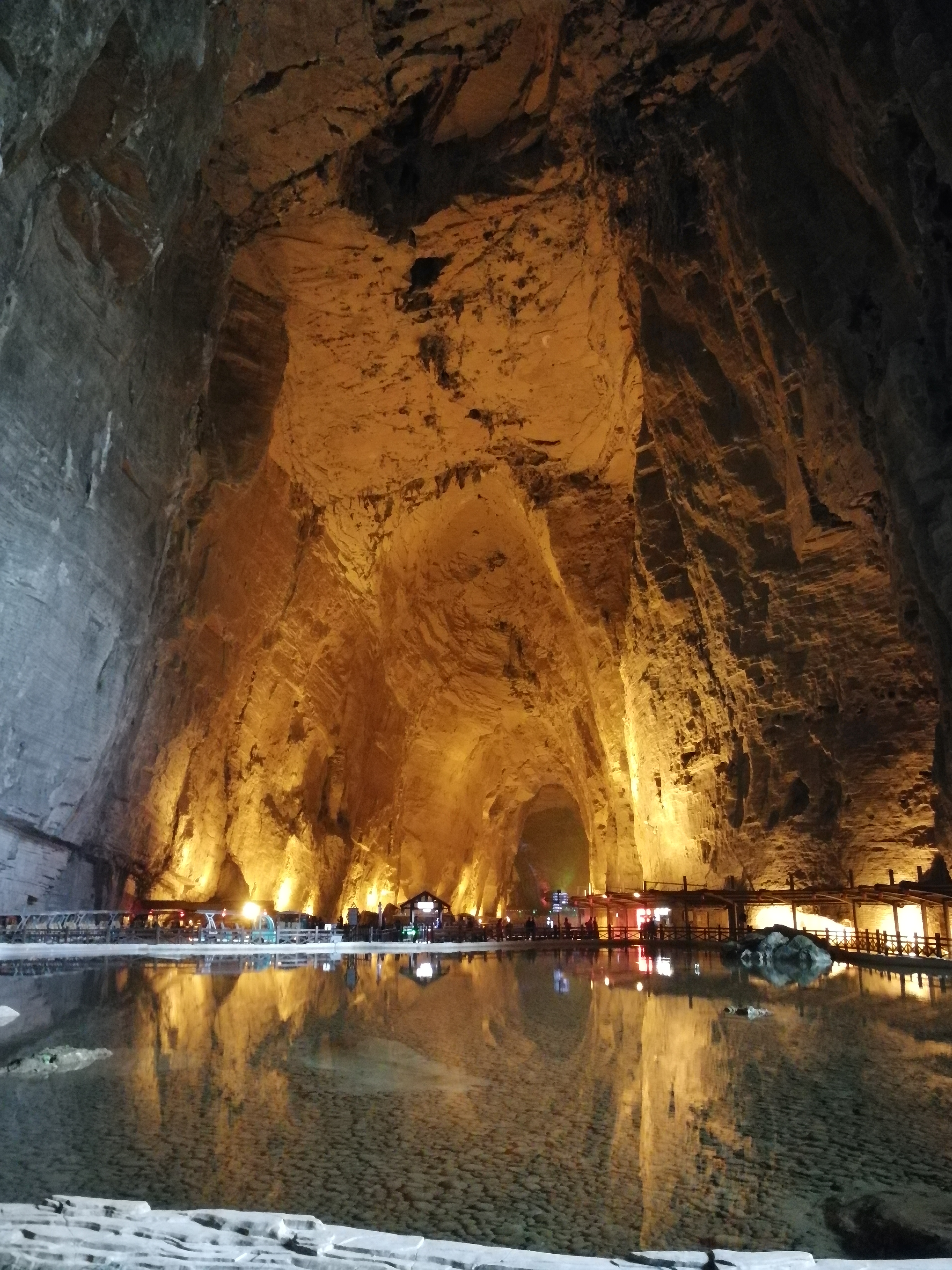
腾龙洞内景

腾龙洞，位于中国湖北省恩施土家族苗族自治州利川市东部，世界最大单体溶洞。腾龙洞洞口高74米，宽64米，洞内最高处235米，洞穴总长度59.8公里，其中水洞伏流16.8公里，洞穴面积200多万平方米。清江干流从洞中流过。清江至腾龙洞口时形成50余米宽，落差超过30米的瀑布，离开洞口两三公里的距离还能听到如雷的轰鸣声。
腾龙洞现为中国国家5A级旅游景区、湖北省级风景名胜区。2005年，在中国国家地理评选的中国最美的地方洞穴类中，腾龙洞名列第四。